# Мауру, Умберту
Умбе́рту Дуа́рте Ма́уру (порт.-браз. Humberto Duarte Mauro; 30 апреля 1897, Волта-Гранди, Минас-Жерайс, Бразилия — 5 ноября 1983, там же) — бразильский кинорежиссёр, сценарист, актёр, кинооператор, монтажёр, композитор и продюсер. Один из основоположников национального кинематографа.

## Биография
Изучал инженерное дело и энергетику. Увлечение кинотехникой привело его в 1925 году в кино. Был универсалом от кинематографии, совмещая все возможные в этой области искусств профессии. Создал цикл лирических фильмов. Но не избегал в своих картинах острых социальных тем, в частности, жизни бразильской деревни.
Член жюри 6-го Венецианского кинофестиваля.

## Избранная фильмография

### Режиссёр
- 1925 —  / Valadião, o Cratera
- 1926 — Весна жизни / Na primavera da vida
- 1927 — Потерянное сокровище / Tesouro Perdido
- 1928 — Тлеющие угли / Brasa Dormida
- 1930 — Губы без поцелуев / Lábios sem Beijos (с Адемаром Гонзагой[порт.])
- 1930 —  / Sangue mineiro
- 1933 — Голос карнавала / A Voz do Carnaval
- 1933 — Жестокая банда / Ganga Bruta
- 1935 — Фавела моей любви / Favela Dos Meus Amores
- 1936 — Открытие Бразилии / O Descobrimento do Brasil
- 1936 — Город женщин / Cidade-Mulher
- 1940 — Глина / Argila
- 1942 —  / O Despertar da Redentora
- 1947 —  / O Judas em Sábado de Aleluia
- 1950 — Алберту Непомусену[1] / Alberto Nepomuceno
- 1952 — Песнь тоски / Canto da Saudade
- 1964 —  / A Velha a Fiar

### Сценарист
- 1926 — Весна жизни / Na primavera da vida
- 1927 — Потерянное сокровище / Tesouro Perdido
- 1928 — Тлеющие угли / Brasa Dormida
- 1930 —  / Sangue mineiro
- 1933 — Жестокая банда / Ganga Bruta
- 1935 — Фавела моей любви / Favela Dos Meus Amores
- 1936 — Открытие Бразилии / O Descobrimento do Brasil
- 1940 — Глина / Argila
- 1952 — Песнь тоски / Canto da Saudade
- 1971 — Как вкусен был мой француз / Como Era Gostoso o Meu Francês
- 1978 — Город невест / A Noiva da Cidade

### Продюсер
- 1952 — Песнь тоски / Canto da Saudade

### Оператор
- 1927 — Потерянное сокровище / Tesouro Perdido
- 1930 — Губы без поцелуев / Lábios Sem beijos
- 1931 — Женщина / Mulher
- 1935 — Фавела моей любви / Favela Dos Meus Amores
- 1936 — Открытие Бразилии / O Descobrimento do Brasil
- 1940 — Глина / Argila

### Монтажёр
- 1927 — Потерянное сокровище / Tesouro Perdido
- 1928 — Тлеющие угли / Brasa Dormida
- 1930 — Губы без поцелуев / Lábios Sem beijos

### Актёр
- 1926 — Весна жизни / Na primavera da vida
- 1927 — Потерянное сокровище / Tesouro Perdido — Мануэл Фака
- 1929 —  / Barro Humano
- 1930 — Губы без поцелуев / Lábios Sem beijos
- 1930 —  / Sangue mineiro — рабочий на ферме
- 1931 — Женщина / Mulher — отчим Кармен
- 1933 — Жестокая банда / Ganga Bruta
- 1936 — Открытие Бразилии / O Descobrimento do Brasil
- 1940 — Глина / Argila
- 1952 — Песнь тоски / Canto da Saudade — Жануарио
- 1974 — Памяти Элены / Memória de Helena
- 1978 — Город невест / A Noiva da Cidade

### Композитор
- 1933 — Жестокая банда / Ganga Bruta